# Baltimore Colts 1955
La stagione 1955 dei Baltimore Colts è stata la terza della franchigia nella National Football League. Sotto la direzione del capo-allenatore al secondo anno Weeb Ewbank, la squadra vinse due partite in più dell'anno dell'anno precedente finendo con 5 vittorie e 6 sconfitte e un pareggio, al quarto posto della Western Conference.

## Calendario
| Stagione regolare |                   |                        |           |        |                               |          |
| Turno             | Data              | Avversario             | Risultato | Record | Stadio                        | Pubblico |
| 1                 | 25 settembre 1955 | Chicago Bears          | V 23–17   | 1–0    | Memorial Stadium              | 36,167   |
| 2                 | 1º ottobre 1955   | Detroit Lions          | V 28–13   | 2–0    | Memorial Stadium              | 40,030   |
| 3                 | 8 ottobre 1955    | at Green Bay Packers   | V 24–20   | 3–0    | Milwaukee County Stadium      | 40,199   |
| 4                 | 16 ottobre 1955   | at Chicago Bears       | S 10–38   | 3–1    | Wrigley Field                 | 40,184   |
| 5                 | 23 ottobre 1955   | Washington Redskins    | S 13–14   | 3–2    | Memorial Stadium              | 51,587   |
| 6                 | 29 ottobre 1955   | Green Bay Packers      | V 14–10   | 4–2    | Memorial Stadium              | 34,411   |
| 7                 | 5 novembre 1955   | at Detroit Lions       | S 14–24   | 4–3    | Tiger Stadium                 | 53,874   |
| 8                 | 13 novembre 1955  | at New York Giants     | S 7–17    | 4–4    | Polo Grounds                  | 33,982   |
| 9                 | 20 novembre 1955  | Los Angeles Rams       | P 17–17   | 4–4–1  | Memorial Stadium              | 41,146   |
| 10                | 27 novembre 1955  | San Francisco 49ers    | V 26–14   | 5–4–1  | Memorial Stadium              | 33,485   |
| 11                | 4 dicembre 1955   | at Los Angeles Rams    | S 14–20   | 5–5–1  | Los Angeles Memorial Coliseum | 37,024   |
| 12                | 11 dicembre 1955  | at San Francisco 49ers | S 24–35   | 5–6–1  | Kezar Stadium                 | 35,371   |

## Classifiche
| NFL Western Conference |   |   |   |      |       |     |     |     |
|                        | V | S | P | %    | CONF  | PF  | PS  | STR |
| Los Angeles Rams       | 8 | 3 | 1 | .727 | 6–3–1 | 260 | 231 | V3  |
| Chicago Bears          | 8 | 4 | 0 | .667 | 7–3   | 294 | 251 | V2  |
| Green Bay Packers      | 6 | 6 | 0 | .500 | 5–5   | 258 | 276 | S1  |
| Baltimore Colts        | 5 | 6 | 1 | .455 | 5–4–1 | 214 | 239 | S2  |
| San Francisco 49ers    | 4 | 8 | 0 | .333 | 4–6   | 216 | 298 | V1  |
| Detroit Lions          | 3 | 9 | 0 | .250 | 2–8   | 230 | 275 | S2  |

Nota: I pareggi non venivano conteggiati ai fini della classifica fino al 1972.